# Domenico Roccia
Domenico Roccia (Villanova Solaro, 1908 – Vercelli, novembre 1982) è stato uno storico, antifascista, partigiano ed erudito italiano.

## Biografia
Vercellese, fu nel corso della sua vita un personaggio di spicco della cultura e della politica della città. Antifascista ed azionista, fu particolarmente attivo durante il periodo insurrezionale e post-bellico. Partigiano e membro del CLN, fece parte dal 1945 della Commissione per l'Epurazione istituita dal CLN provinciale, allora presieduto da Ermenegildo Bertola. Probabilmente massone, fu vicino alla Loggia Galileo Ferraris di Vercelli (fondata nel 1913 e poi disciolta dal fascismo, infine rifondata nel 1945) che contava tra i suoi membri tutti i maggiori esponenti del Partito d'Azione, del Partito Socialista, del Partito Liberale e dello stesso CLN.
Nel dopoguerra, agli albori degli anni cinquanta, pubblicò la sua seconda e sicuramente più importante opera: Il Giellismo Vercellese, monografia storica sulle vicende della Guerra di Liberazione nella provincia di Vercelli. La considerevole quantità di fonti di ogni tipo ed estrazione, la dovizia di particolari ed il linguaggio accurato e puntuale, fecero dell'opera un caposaldo della bibliografia sul movimento della Resistenza in Piemonte.
Legato profondamente alla terra natìa (tra l'altro, fu per molti anni impiegato alla Biblioteca Civica di Vercelli), Roccia rivolse ad essa quasi la totalità dei suoi sforzi letterari. Scrisse a lungo per la testata La Sesia, raccogliendo gran parte dei suoi articoli in Storie d'altri tempi, un saggio monografico in sei volumi pubblicati nell'arco di quattordici anni, tra il 1962 e il 1976.
Nel suo penultimo volume, Viverone tra la storia e la leggenda, pubblicato nel 1975, Roccia tracciò le origini storiche della città di Viverone e del suo omonimo lago (il terzo più grande del Piemonte). L'opera incluse inedite illustrazioni del pittore vercellese Pierdomenico Giani.
Domenico Roccia morì nel 1982, a 74 anni.

## Opere

### Monografie
- Breve cronistoria del dazio della Città di Vercelli, Tip. Besso & Massa, Vercelli, 1941.
- Il Giellismo Vercellese, Ed. La Sesia, Vercelli, 1949.
- Vercelli '800, Ed. La Sesia, Vercelli, 1960
- Storie d'altri tempi, (opera in sei volumi), Ed. La Sesia, Vercelli, 1962 - 1976.
- Prefazione a Mario Grato Ferraris, La formazione del CLN vercellese,  Ed. La Sesia, Vercelli, 1963.
- Le colonie alpine e marine braidesi, La Tipografica, Vercelli, 1967.
- Gastronomia vercellese, Accademia italiana della cucina, 1972.
- Viverone tra la storia e la leggenda, (con illustrazioni del pittore Pierdomenico Giani), Perotti, Vercelli, 1975.
- I quattro fratelli Salamano, Ed. Saviolo, Vercelli, 1976.

### Pubblicazioni
Il monumento gli fu eretto a Porta Milano con sottoscrizione popolare, in La Sesia, 5 aprile 1960